# Warren Ulloa
Warren Ulloa Argüello (n. Heredia, 1981) es un escritor costarricense. Se le otorgó el Premio Aquileo J. Echeverría por su novela Bajo la lluvia Dios no existe, premio que compartió con Alfonso Chacón Rodríguez por su novela El luto de la libélula. En 2019 trascendió que Ulloa se vio envuelto en un escándalo público basado en múltiples acusaciones en su contra por abuso sexual.

## Carrera literaria
Ulloa reside en Belén. Se ha desempeñado como reportero cultural para revistas como 89 Decibeles y Literofilia. Publicó en 2008 su cuentario Finales aparantes con Uruk Editores, y en 2011 la novela Bajo la lluvia Dios no existe, acreedora del Premio Nacional Aquileo J. Echeverría. Luego de la publicación la novela se encontró dentro de una controversia, por varias razones, como el tratamiento de temas complejos en la vida de adolescentes incluyendo el aborto, el suicidio, la pedofilia, la sexualidad en adolescentes y el consumo de drogas, así como por el título mismo que fue considerado por algunos como promotor del ateísmo. Posteriormente publicaría Elefantes de grafito en 2015 situada en el mismo universo y el Spin off Ecce Rata: Los años perdidos de Ratatás en 2017 protagonizada por un personaje secundario de su primera novela, lo que ha llamado su "Trilogía Repentina".

## Escándalo por abusos sexuales
En 2019 se hicieron públicas unas veinte acusaciones formales contra Ulloa por acoso sexual, abuso y al menos tres violaciones, a raíz de los señalamientos de la escritora Margarita Durán, quien lo denunció por acoso en redes sociales el 25 de febrero. Un mes después se dio a conocer que involucradas en los hechos hubo menores de edad (Ulloa daba charlas en colegios). Semanario Universidad, primer medio en difundir la noticia, pidió la versión de Ulloa pero este no se refirió a los hechos. Previamente al reportaje de Semanario, Ulloa había emitido una disculpa en redes sociales por las acusaciones, que fue criticada por "autovictimizante". A Ulloa se le acusa de aprovechar los espacios de poder que obtuvo como escritor y promotor cultural para tener acceso y poder sobre las víctimas.
Al día siguiente de la publicación dando cuenta del comportamiento de Ulloa el Sistema Nacional de Radio y Televisión (órgano dependiente del Estado) rescindió el contrato que tenía con Warren para coproducir el programa "Literofilia" en Radio Nacional aclarando que Ulloa nunca fue empleado del SINART. También trascendió que la antigua editorial de Ulloa Uruk Editores mediante su director Óscar Castillo comunicó que dejarían de reeditar sus trabajos, respondiendo a una inquietud de la modelo que aparece en la portada de su primer libro, quien solicitó se dejara de usar su imagen para ello.  Castillo manifestaría luego que sentía «sorpresa, malestar y rabia» y que Ulloa « utilizó todo lo que consiguió con la editorial para su comportamiento depredatorio». Aunque Ulloa había anunciado días antes del escándalo que se movía de Uruk a la Editorial Letra Maya, un comunicado oficial de esta última desmintió esto asegurando que «no ha existido ni existe ninguna relación laboral ni contractual entre él y Letra Maya. En algún momento se conversó realizar alguna publicación, sin embargo, como se demuestra en nuestro catálogo no se concretó». El escándalo trascendió internacionalmente, particularmente en Centroamérica y fue comparado con el caso del escritor mexicano Herson Barona.
Un proyecto de ley interpuesto por la diputada Paola Vega y a raíz del escándalo buscaría remover los premios nacionales otorgados a personas sentenciadas por delitos sexuales.

## Premios
- Premio Nacional de Novela Aquileo J. Echeverría, 2011.
- Premio Nacional Joaquín García Monge de Comunicación Cultural (otorgado a Literofilia).